# Pascal Lance
Pascal Lance (Toul, 23 januari 1964) is een Frans voormalig wielrenner. Hij was professional tussen 1989 en 1997. Op zijn palmares staan onder meer vier zeges in de Franse tijdritkoers Chrono des Herbiers.

## Belangrijkste overwinningen
1985
- Eindklassement Circuit des Mines

1987
- Chrono des Herbiers

1988
- Chrono des Herbiers
- Eindklassement Circuit des Mines

1990
- 3e etappe Ruta del Sol

1992
- 6e etappe Tour du Poitou-Charentes et de la Vienne
- Eindklassement Tour du Poitou-Charentes et de la Vienne

1993
- 4e etappe deel b Ronde van de Sarthe
- 3e etappe deel a Route du Sud

1994
- Chrono des Herbiers

1995
- Chrono des Herbiers
- 4e etappe Ronde van de Sarthe
- 3e etappe Internationaal Wegcriterium
- Proloog Regio Tour International

## Resultaten in voornaamste wedstrijden
| Jaar | Ronde van Italië | Ronde van Frankrijk | Ronde van Spanje |
| ---- | ---------------- | ------------------- | ---------------- |
| 1989 |                  |                     |                  |
| 1990 |                  | 51e                 | 68e              |
| 1991 |                  | 99e                 |                  |
| 1992 | 107e             |                     |                  |
| 1993 |                  | 68e                 |                  |
| 1994 |                  |                     |                  |
| 1995 |                  | buiten tijd         | opgave           |
| 1997 |                  | buiten tijd         |                  |

| Jaar | Milaan-San Remo | Amstel Gold Race | Luik-Bast.‑Luik | Parijs-Tours | Bretagne Classic | Rund um den Henninger-Turm |
| ---- | --------------- | ---------------- | --------------- | ------------ | ---------------- | -------------------------- |
| 1989 |                 |                  | 72e             | 64e          |                  |                            |
| 1990 |                 |                  |                 | 134e         | 5e               |                            |
| 1991 |                 | 87e              |                 |              |                  |                            |
| 1992 | 143e            |                  |                 |              |                  | 8e                         |
| 1993 |                 |                  |                 | 106e         |                  |                            |
| 1994 |                 |                  |                 | 85e          |                  |                            |
| 1995 |                 |                  |                 |              |                  |                            |
| 1997 |                 |                  |                 |              |                  |                            |